# Paul Gailly
Paul Alexandre Gailly (* 2. August 1894 in Brüssel; † 5. Mai 1969 in Saint-Josse-ten-Noode) war ein belgischer Wasserballspieler.

## Karriere
Gailly nahm 1920 erstmals an Olympischen Spielen teil. In Antwerpen erreichte er mit der belgischen Nationalmannschaft den zweiten Rang und sicherte sich somit Silber. Vier Jahre später gelang ihm bei den Spielen in Paris der erneute Silbermedaillengewinn.